# A Journey to the Western Islands of Scotland
A Journey to the Western Islands of Scotland (Voyage aux îles occidentales de l'Écosse), publié en 1775, est un récit de voyage de Samuel Johnson racontant un voyage de 83 jours à travers l'Écosse, et en particulier aux îles Hébrides, à la fin de l'été et à l'automne de 1773. Samuel Johnson, âgé alors de 63 ans, est accompagné par son ami de longue date James Boswell, âgé de trente-deux ans, qui consigne également de son côté un compte rendu du voyage ; celui-ci sera publié en 1785 sous le titre The Journal of a Tour to the Hebrides. Les deux récits sont souvent publiés en un seul volume, pour le bénéfice de qui voudrait pouvoir comparer les deux points de vue des mêmes événements, bien que leurs approches soient très différentes : Samuel Johnson se centre en effet sur l'Écosse, alors que James Boswell se centre sur Samuel Johnson (Boswell écrira ensuite une biographie fameuse de Johnson).

## L'Écosse
En 1773, l'Écosse est encore une terre relativement sauvage. Des corsaires et des barbaresques écument les côtes (sept bâtiments barbaresques sont signalés rien qu'en 1774) ; la destruction des forêts écossaises est alors en plein déroulement ; le système des clans écossais a été démantelé par une loi votée par le Parlement ; le whisky est distillé illégalement et en abondance (Samuel Johnson note la coutume de boire du whisky avant le petit déjeuner). Johnson et son ami James Boswell sont stupéfaits, lorsqu'ils rendent visite à leur collègue Lord Monboddo à Monboddo House, de le découvrir revêtu des vêtements primitifs d'un fermier, donnant une image bien différente du juriste courtois d'Édimbourg, du philosophe et du penseur de l'évolution qu'il était par ailleurs.
Mais cette partie de l'Écosse est aussi à cette époque un lieu romantique, grâce en grande partie aux Highland Clearances, ces déplacements de population forcés en direction des côtes, intervenus au XVIIIe siècle ; l'endroit est en effet relativement inhabité et presque vierge de tout commerce, de routes, et d’autres apports de la vie moderne. Ainsi, Samuel Johnson note que dans certaines îles d'Écosse l'argent n'est pas encore rentré dans les mœurs. De fait, sans routes ni argent, certaines régions de l'Écosse sont plus proches du VIIIe siècle que du XVIIIe siècle. Lorsque Johnson atteint les Highlands, un peu à l'ouest du Loch Ness, il existe peu de routes, et aucune sur l'île de Skye ; ils voyagent donc à dos de cheval, généralement sur la crête d'une colline avec un guide local qui connait le terrain et le chemin le plus praticable pour la saison. « Les voyages (journies [sic]) accomplis de cette manière sont plutôt longs et fastidieux. Quelques miles peuvent nécessiter plusieurs heures. » Johnson déplore la dépopulation des Highlands ; il écrit : « Il faut chercher de toute urgence une méthode pour arrêter ce désir épidémique d'errer, qui répand sa contagion de vallée à vallée. »
Johnson vient en Écosse pour en voir l'aspect primitif et sauvage, mais l'Écosse de 1773 est déjà en train de changer rapidement, et il craint qu'ils ne soient venus « trop tard ». Mais ils voient bien certaines des choses qu'ils sont venus chercher, comme un gentleman portant kilt de tissu traditionnel, en train de jouer de la cornemuse — mais sans rencontrer aucunement cet esprit martial pour lequel l'Écosse est si célèbre, excepté au travers des reliques et des contes. Johnson rapporte et commente de nombreux aspects de la vie écossaise, y compris le bonheur et la santé des gens, les antiquités, l'économie, les vergers et les arbres, le whisky, l'habillement, l'architecture, la religion, la langue et l'éducation.
Samuel Johnson avait auparavant passé l'essentiel de sa vie à Londres, et voyage pour la première fois en 1771.
On témoigne en Angleterre de beaucoup d'intérêt pour l'Écosse, et Johnson n'est pas le premier à écrire à son sujet ; le livre de Thomas Pennant, en particulier, A Tour in Scotland in 1769 est publié en 1771, et est beaucoup plus long et détaillé que le compte rendu de Samuel Johnson. Pennant établit ainsi un nouveau standard dans la littérature, et Johnson dit de lui : « il est le meilleur voyageur que j'ai jamais lu ; il observe plus de choses que n'importe qui d'autre ».